# Orde van Vrijheid
| ОРДЕН СЛОБОДЕ |
| ------------- |
|               |

De Joegoslavische Orde van (de) Vrijheid (Servo-Kroatisch: "Orden slobode"), is een zeldzame Joegoslavische onderscheiding. De ster heeft vijf met robijnen bezette punten, randen die met briljanten zijn afgezet en in het midden is een grote diamant geplaatst.
De ster werd op de borst gepind en niet aan een lint gedragen. Er is wel een baton in de vorm van een helderrood lint met gele bies. Op het lint is een miniatuur van de ster bevestigd.
De Joegoslavische ridderorde is Tito's evenknie van de kostbaar uitgevoerde Russische Orde van de Overwinning die door de Russen ook aan Tito werd toegekend. In 1947 verleende het præsidium van het federaal parlement de orde aan Tito.